# توگوچین
شهر توگوچین (به روسی: Тогучин) در کشور روسیه و در استان نووسیبیرسک واقع شده‌است.